# Le Breil-sur-Mérize
Le Breil-sur-Mérize é uma comuna francesa na região administrativa do País do Loire, no departamento de Sarthe. Estende-se por uma área de 18.4 km². Em 2010 a comuna tinha 1 571 habitantes (densidade: 85,4 hab./km²).